# Непорадза (округ Рімавска Собота)
Непорадза (словац. Neporadza, угор. Naprágy) — село, громада в окрузі Рімавска Собота, Банськобистрицький край, Словаччина. Кадастрова площа громади — 7,02 км². Населення — 246 осіб (за оцінкою на 31 грудня 2017 р.).
Перша згадка 1254 року.

## Географія
Протікає Непорадзький потік.

## Населення
| Рік:            | 1994. | 2004.   | 2014.    | 2024.    |
| --------------- | ----- | ------- | -------- | -------- |
| Кількість осіб: | 312   | 313     | 251      | 299      |
| Різниця:        |       | +0,32 % | -19,80 % | +19,12 % |

| Рік:            | 2023. | 2024.   |
| --------------- | ----- | ------- |
| Кількість осіб: | 302   | 299     |
| Різниця:        |       | -0,99 % |